# Леонтьев, Юрий Алексеевич
Ю́рий Алексе́евич Лео́нтьев (21 апреля 1942, Дайрен — 24 ноября 2022) — советский и российский тренер по самбо и эколог. Заслуженный тренер Российской Федерации.

## Биография
Юрий Леонтьев родился 21 апреля 1942 года в российско-китайском городе Дальнем (ныне Далянь), являвшемся в тот момент японской колонией. Его отцом был японский офицер Мацуда Тадаси, а матерью — работница НКВД СССР Вера Леонтьева. После окончания Второй мировой войны отец был отправлен в лагерь НКВД, а мать с двумя детьми сослана в Казахстан.
После окончания Владивостокской мореходной школы Юрий Леонтьев недолго был моряком дальнего плавания, затем стал морским экологом. Созданная им при Дальневосточном пароходстве служба в 1970—1980 годах занималась предотвращением разливов нефтепродуктов и сбором нефтяных пятен с поверхности воды. За разработку очистных систем был в 1976 году награждён золотой медалью ВДНХ. В 1997—2005 годах возглавлял производственно-экологическое предприятие «Эко-море».
В 1968 году организовал секцию женского самбо. В 1981 году Юрий Леонтьев основал в посёлке Лучегорск Пожарского района Приморского края детско-юношескую спортивную школу «Самбо-81». По его инициативе 1990 году во Владивостоке была создана краевая женская школа спортивной борьбы «Амазонка». В 1992 году он стал главой Краевой женской федерации борьбы.
Юрий Леонтьев подготовил 2 заслуженных мастера спорта, 15 мастеров спорта международного класса, 85 мастеров спорта России, 5 судей международной категории, 10 судей Всероссийской категории. Среди его воспитанниц — чемпионки мира по самбо: Оксана Фалеева, Татьяна Зенченко, Кристина Сташкевич, Полина Крупская и Яна Костенко.
Был депутатом Думы города Владивостока от «Единой России» (2012—2017). Являлся членом комитета по социальной политике и делам ветеранов.
Умер 24 ноября 2022 года.

## Награды и премии
- Заслуженный тренер Российской Федерации[4]
- Заслуженный работник физической культуры Российской Федерации (1999)[4]
- Медаль ордена «За заслуги перед Отечеством» II степени (2009)[4]
- Золотая медаль ВДНХ (1976)[1]
- Медаль «За полезное» (2002)[4]
- Почётный знак «За заслуги в развитии физической культуры и спорта» (2003)[4]
- Почётные грамоты администрации Приморского края (1997, 1999)[4]
- Почётная грамота Законодательного Собрания Приморского края (2004)[4]
- Почётная грамота Губернатора Приморского края (2002, 2012)[4]
- Почётный знак «Почётный житель Приморского края»[4]